# ニデックアドバンスドモータ
ニデックアドバンスドモータ株式会社は、群馬県桐生市に本社を置くブラシレスDCモーター、ステッピングモーター等の精密小形モーターの製造を行うニデックグループの企業である。元日立グループであった。

## 沿革
- 1949年 - 株式会社桐生英工舎を設立。
- 1951年 - サーボモータ製造販売を開始。
- 1960年 - 本社を群馬県桐生市から東京都へ移転。
- 1960年 - 日本サーボ株式会社に商号変更。
- 1962年 - 東京証券取引所2部に上場。
- 1978年 - VTR用ダイレクトキャプスタンモータを開発、発売。
- 1980年 - FDD用ダイレクトスピンドルモータを開発、発売。
- 1982年 - 海外子会社としてジャパンサーボモーターズシンガポール社設立。
- 1985年 - 研究所設立。
- 1986年 - 日本サーボ穂高株式会社設立。
- 1990年 - 欧州営業所をオランダに新設。
- 1994年 - 海外子会社としてジャパンサーボ バタム社を設立。
- 1994年 - 中国（常州市）にて製造委託契約により生産開始。
- 1994年 - シンガポール営業所を新設。
- 1995年 - 海外子会社として中国に常州伺服電機有限公司を設立。
- 1999年 - 日本サーボ穂高社等製造会社3社を統合し、サーボテクノシステム株式会社（現・ニデックアドバンスドモータ長野株式会社）を設立。
- 2001年 - 海外関連会社としてアメリカに日本サーボUSA社を設立。
- 2002年 - 海外関連会社として香港に日本サーボ香港社を設立。
- 2002年 - ドイツ事務所を新設。
- 2003年 - 国内販売会社2社を統合し、株式会社サーボソリューションジャパンを設立。
- 2004年 - 海外関連会社として、ドイツに日本サーボヨーロッパ社を設立。
- 2007年3月 - 日本電産（現・ニデック）がTOBを実施、日立製作所が保有株の大部分を応募することで合意した旨の発表がされる。
- 2007年4月 - 日本電産が子会社化。
- 2007年6月 - 日本電産の代表取締役社長永守重信が取締役会長に就任。
- 2007年12月 - ベトナムに子会社を設立。
- 2008年6月 - 執行役員制度を導入。本社を群馬県桐生市に移転。
- 2008年10月 - 日本電産サーボ株式会社に商号変更。
- 2010年10月 - 日本電産の完全子会社となる。
- 2023年4月1日 - 親会社の商号変更に合わせる形で、ニデックアドバンスドモータ株式会社に商号変更[3]。